# Зелени Зуб на планети досаде
Зелени Зуб на планети досаде је четврти албум Дисциплине кичме, објављен 1989. године. Албум је снимила четворочлана постава и на њему се налазе неки од највећих хитова групе као што су „Тата и мама“, „Ах, каква срећа“, „Иза 9 брда“, „Бетмен, Мандрак, Фантом“. На албуму је и песма Укус несташних, по којој је име добио рок часопис издаван у Београду деведесетих година XX века.

## Песме
- Страна 1

1. „Тата и мама 1“ - 3:50
2. „Зелени Зуб“ - 2:41
3. „Бетмен, Мандрак, Фантом“ - 3:18
4. „Манитуа ми“ - 4:44
5. „Укус несташних“ - 1:05

- Страна 2

1. „Ах, каква срећа“ - 2:49
2. „Планета досаде“ - 3:34
3. „Иза 9 брда“ - 2:36
4. „Глас несташних“ - 2:50
5. „Тата и мама 2“ - 2:09

## Музичари

#### Чланови групе
- Која - бас, глас, греб, греб, греб, греб
- Дуле - бубњеви
- Зеркман - труба
- Кузма - алт саксофон

#### Гости
- Боје

## Остало
- Дизајн омота: Која
- Фотографије: Станислав Милојковић